# نادي هرر
نادي مدينة هرر لكرة القدم (بالأمهرية: ሀረር ከተማ እግር ኳስ ክለብ)‏ هو نادٍ إثيوبي محترف لكرة القدم مقره في هرر. النادي عضو في الاتحاد الإثيوبي لكرة القدم ويلعب في دوري الدرجة الثالثة الإثيوبي لكرة القدم.